# Dyrehavsbakken
Dyrehavsbakken (kortweg Bakken) is het oudste - en tevens nog bestaande - attractiepark ter wereld. Het ligt in Klampenborg, aan de rand van de Deense hoofdstad Kopenhagen.
Het bosgebied waarin het park ligt is bekend onder de naam Dyrehaven dat "dierenpark" betekent. Bakken is Deens voor "heuvel". Een letterlijke vertaling van de naam van het park is dus "de Dierenparkheuvel".
Het park hanteert geen entreeprijs maar vraagt geld bij iedere attractie. Ook kan men een dagkaart met toegang tot alle attracties kopen. De bosrijke omgeving en vele toegangspaden zorgen voor een vrije, open sfeer die uniek is voor het attractiepark. Met 2,7 miljoen bezoekers per jaar is Dyrehavsbakken het tweede grootste attractiepark in Denemarken, na Tivoli.

## Geschiedenis
De geschiedenis van het park begint als Kirsten Piil in 1583 een natuurlijke bron ontdekt in het noorden van Kopenhagen. De lokale bevolking kwam later massaal naar de bron toe om te genieten van het frisse en schone water, waaraan in die tijd een tekort was in Kopenhagen. Ondernemers zagen hun kans om hier hun voordeel mee te doen en na een tijdje werden er kraampjes geopend waar eten, drinken en kannen voor het water werden verkocht.
Het bosgebied waarin Bakken ligt, Dyrehaven, wordt door de staat beheerd. Dit bos werd in 1669 door koning Frederik III omheind en het werd een jachtgebied. Het staat daarom ook bekend als Jægersborg Dyrehave ("Jægersborg Hertenpark"). Koning Christiaan IV maakte er een attractiepark van door er attracties, spellen en restaurants aan toe te voegen.
Tot de attracties behoren de sinds 1932 in gebruik genomen Rutschebanen (Deens voor 'de achtbaan'), een van de oudste houten achtbanen in Europa. Anno 2020 beschikt het park over 33 attracties.

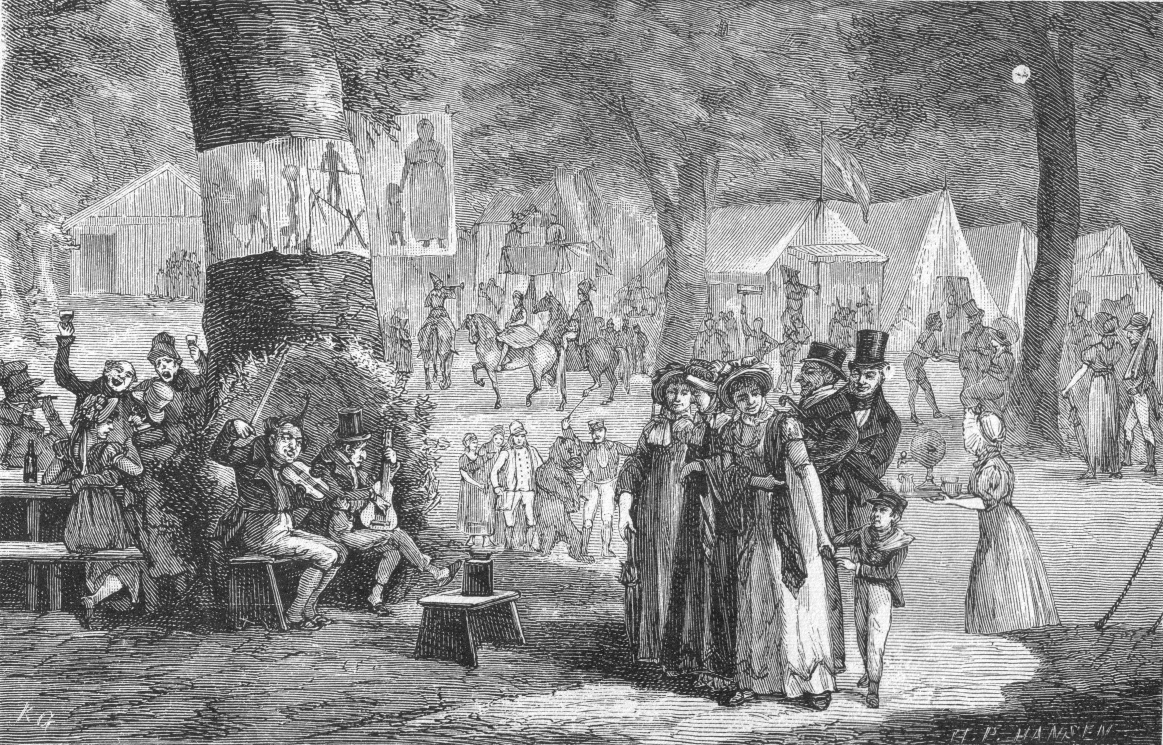
Dyrehavsbakken rond 1800
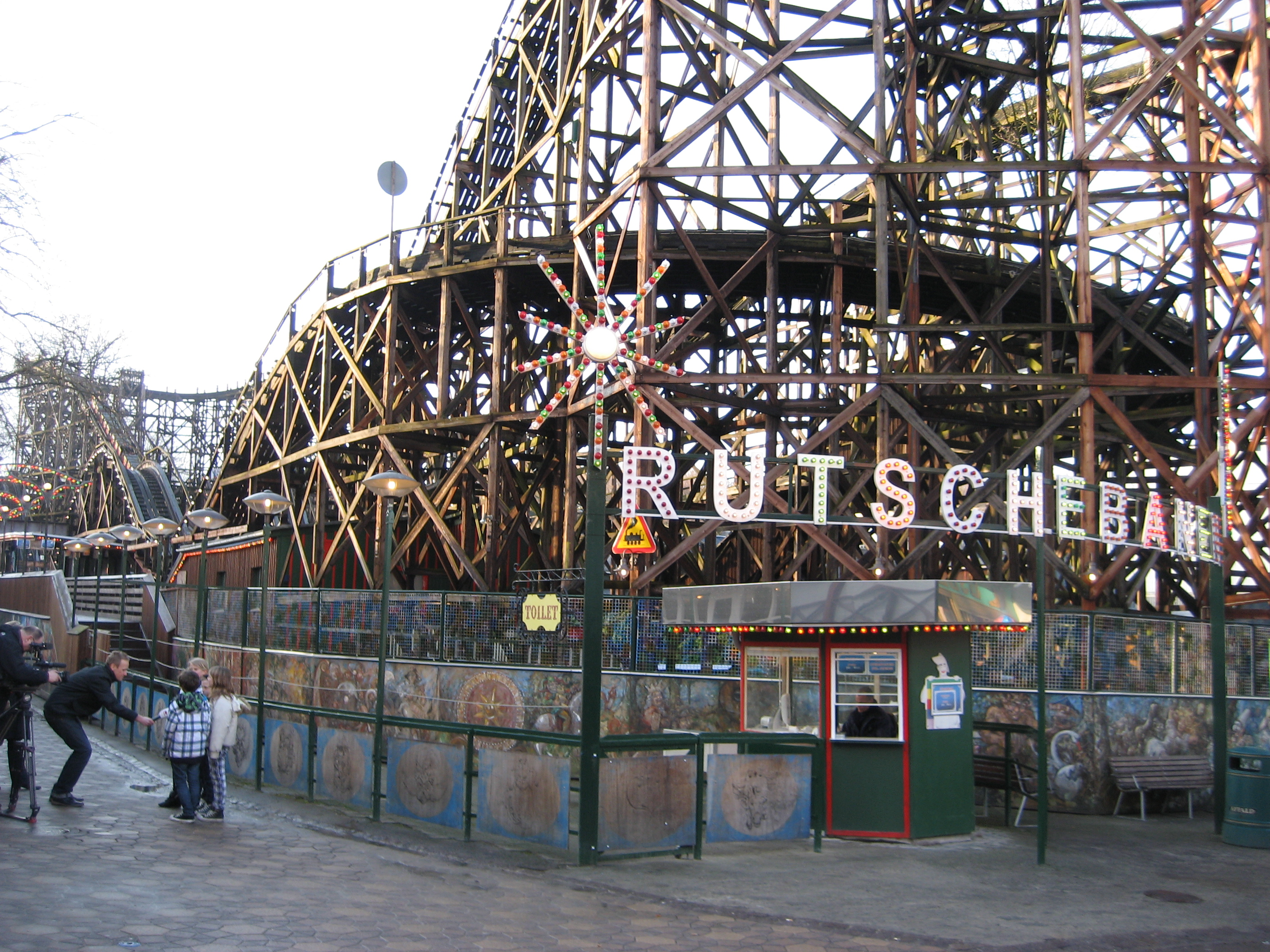
Rutschebanen
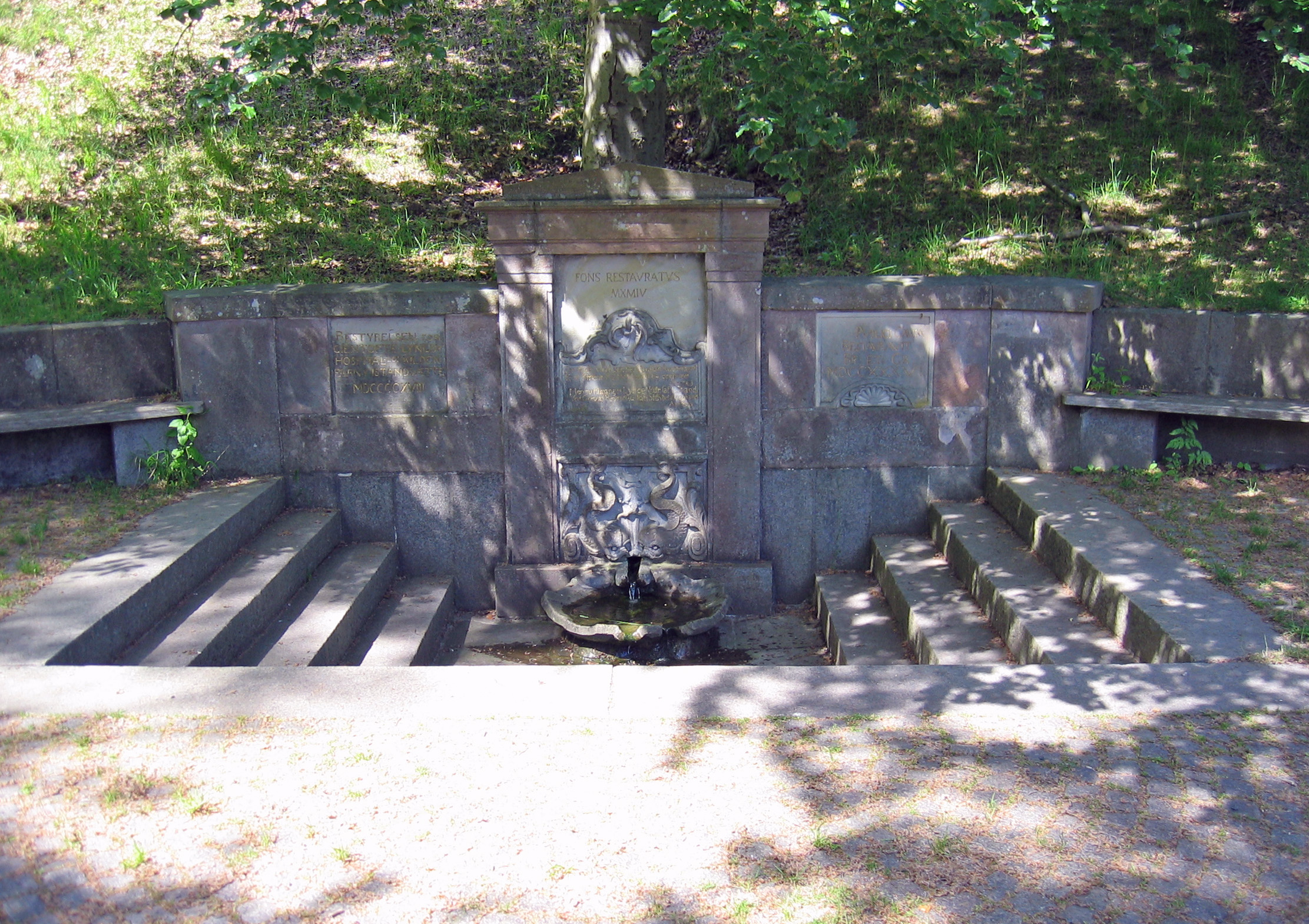
De bron van Kirsten Piil
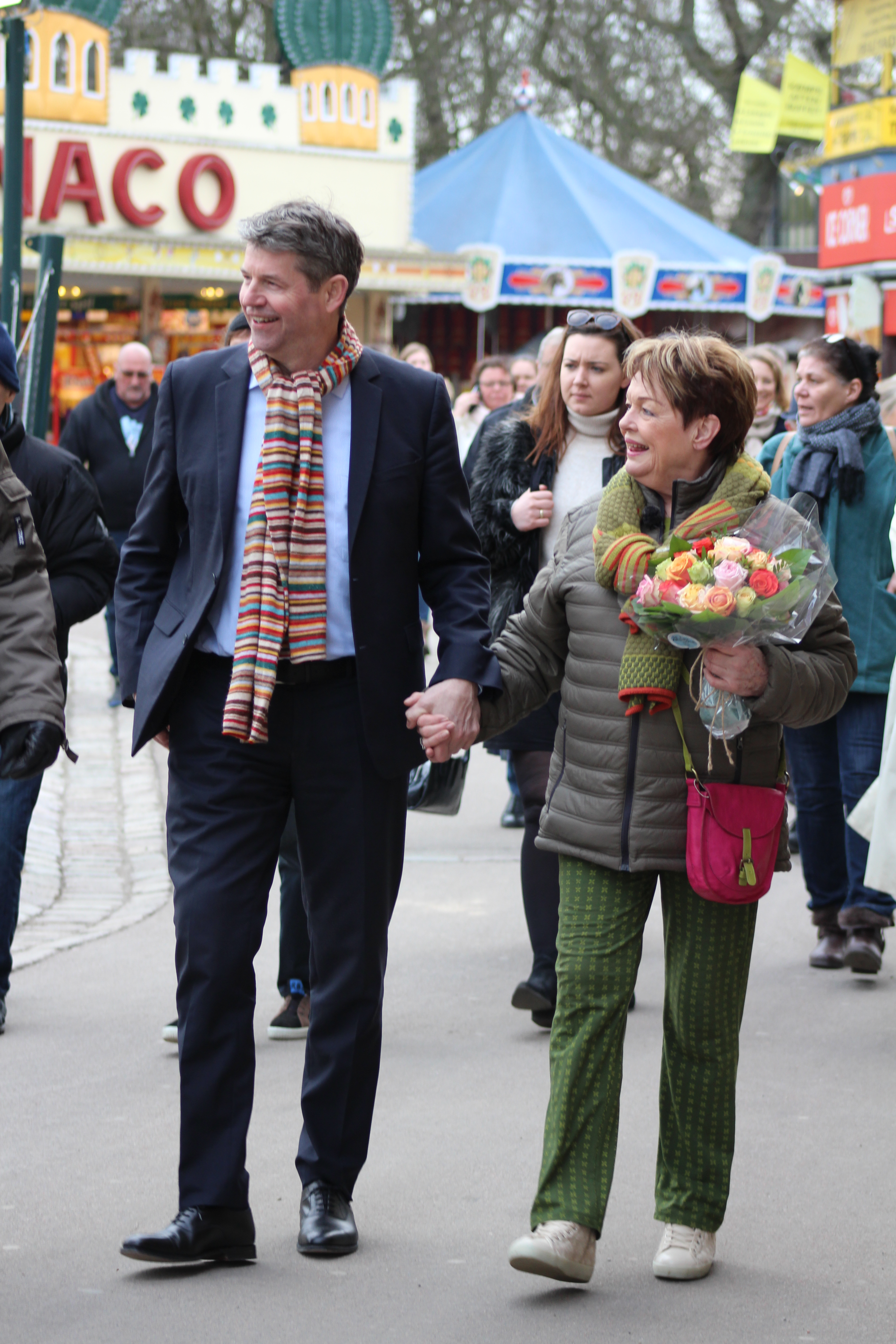
De actrice Ghita Nørby opent het seizoen 2016